# Wilhelmstraße 68 (Heilbronn)

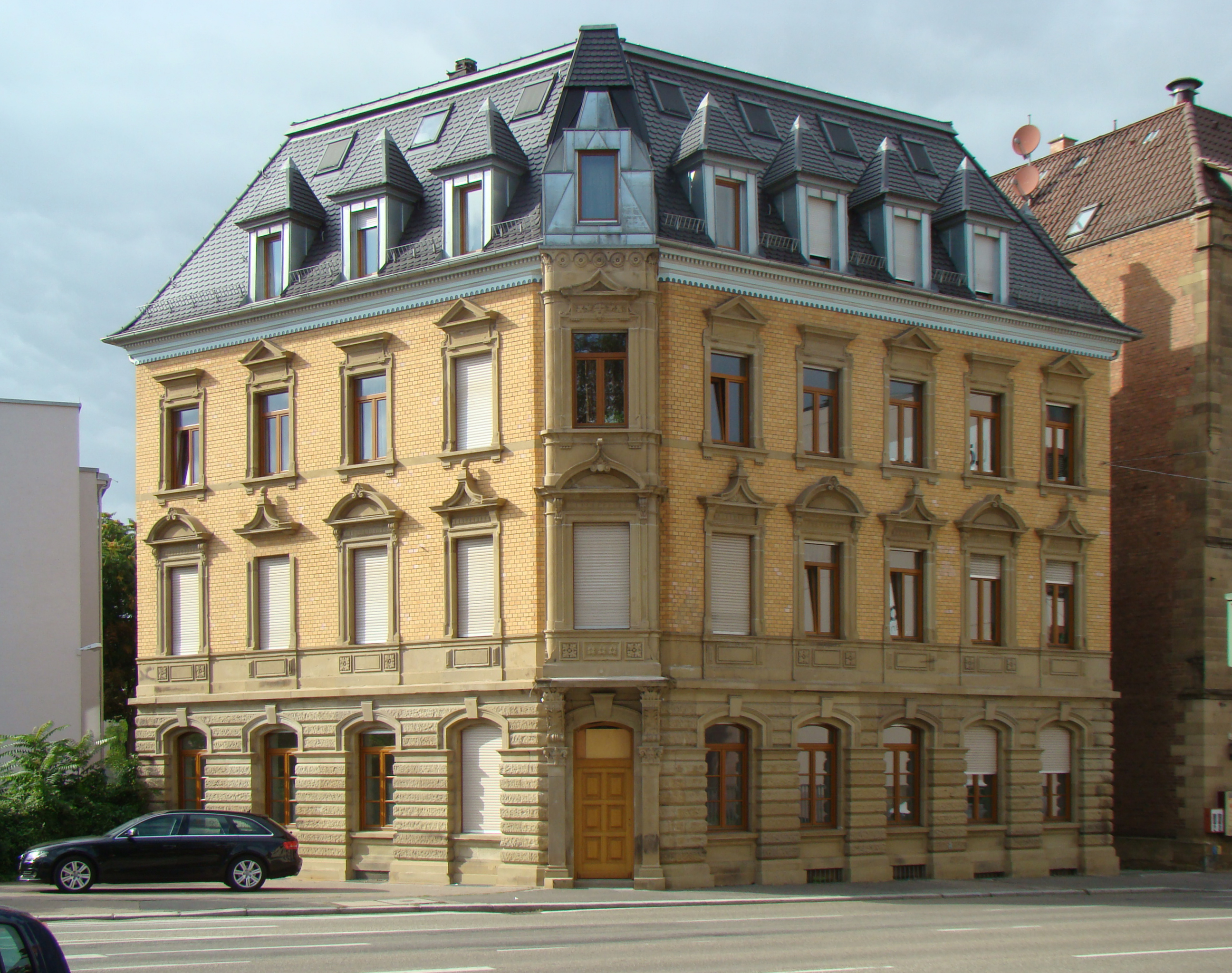
Wohnhaus an der Wilhelmstraße 68

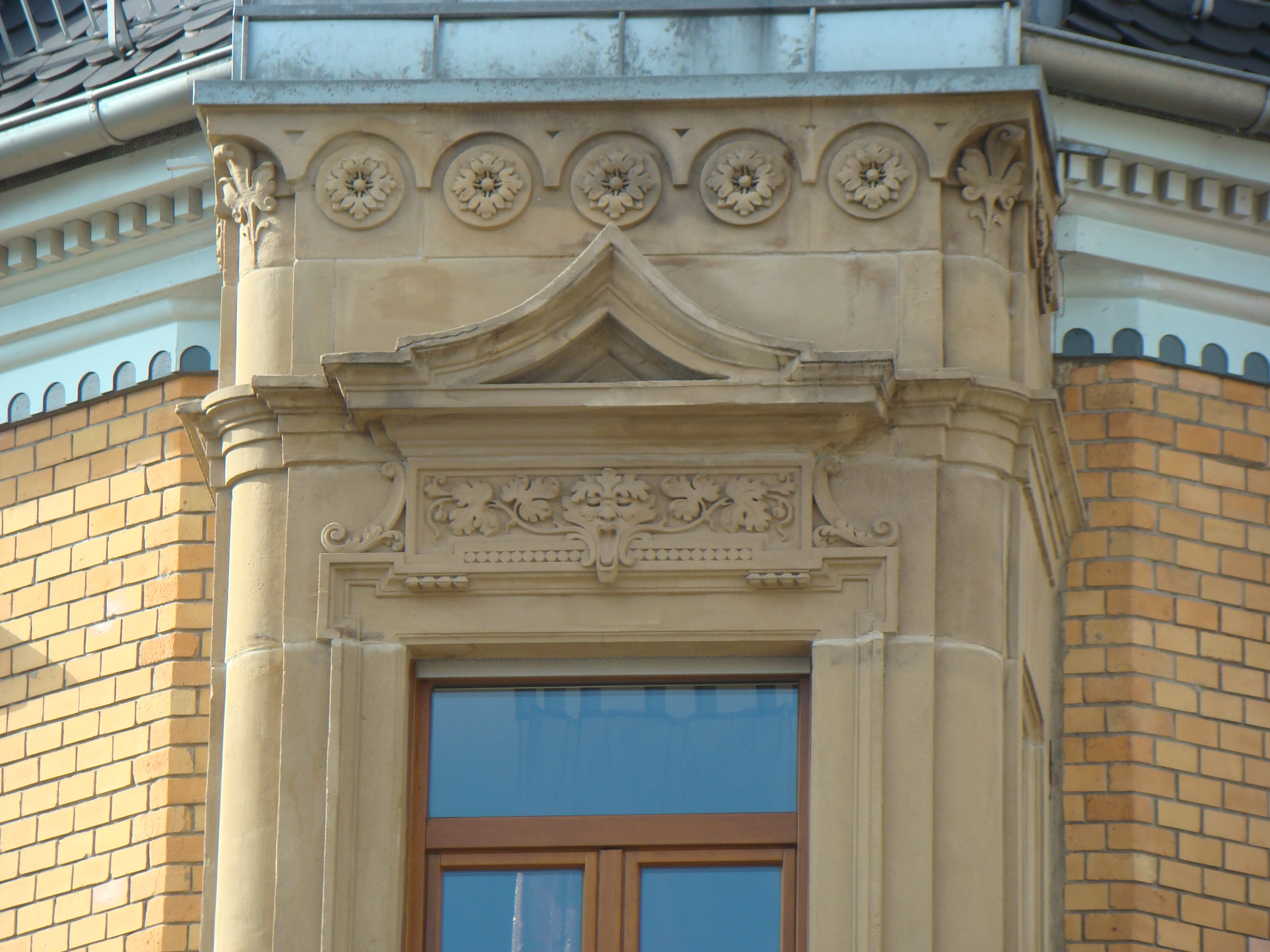
Wilhelmstraße 68, Detail mit dem Kastenerker an der abgeschrägten Gebäudeecke

Das Haus Wilhelmstraße 68 in Heilbronn ist ein denkmalgeschütztes Gebäude im Stil des Historismus in der Variante der Neurenaissance. Das Gebäude ist nach einer einst darin befindlichen Gastwirtschaft auch als Europäischer Hof oder kurz Euro bekannt.

## Geschichte
Das dreigeschossige Gebäude wurde im Jahre 1898 für den Restaurator Heinrich Schlette nach Plänen des Architekten Heinrich Stroh gebaut. Im Untergeschoss des Hauses befand sich ein Bier- und Weinkeller, während im Erdgeschoss ein Restaurant war. Es wurde am 23. Januar 1930 von Karl Häberer übernommen. Die von Häberer geführte Gaststätte war am 29. Juni 1945 neben dem Palmbräu von Esch, Stadt Heilbronn unter Kaden, Royal unter Mayer, Uhlandslinde von Klotzenbücher und Schlachthof unter Schaich, eine von sechs betriebenen Gaststätten in Heilbronn. Häberer führte das Haus noch bis in die 1960er Jahre. Das Haus wurde vor allem in den 1970er und 1980er Jahren, als am Rathenauplatz das Heilbronner Rotlichtviertel entstanden war, unter Leitung von Manfred Trost als Früh- und Nachtlokal genutzt. Der Europäische Hof hatte damals einen Ruf als „Sankt Pauli-reife Wirtschaft“. Ab den 1990er Jahren hat die Stadt Heilbronn die einstigen Rotlichtgebäude aufgekauft und das gesamte Quartier saniert. Auch das denkmalgeschützte Gebäude des Europäischen Hofs wurde von einem Investor 2005 saniert und zu einem Wohn- und Geschäftshaus umgebaut. Joachim Hennze von der Unteren Denkmalschutzbehörde der Stadt Heilbronn meint: „Der Investor hat sich ungemein intensiv mit Umbaudetails befasst, so dass hier in der Südstadt wieder eine Vorzeigeecke entsteht.“

## Beschreibung
Der Kastenerker an der abgeschrägten Gebäudeecke wurde durch kunsthandwerkliche Akzente in der Bauplastik aufgewertet. 
Das Gebäude zeigt weiterhin „alternierende Fensterverdachungen“ im Stil der Neorenaissance in Form von Segmentbogen, schlichten Gesims, oder einem Gesims, das mit einem Baldachin bekrönt ist.